# Stadtbibliothek Ratingen
Die Stadtbibliothek Ratingen ist eine öffentliche Stadtbibliothek, die von der Stadt Ratingen unterhalten wird. Neben der Hauptstelle in der Innenstadt (⊙) existieren in den Stadtteilen Hösel, Homberg, Lintorf und West Zweigstellen.
Die Bibliothek, die am 1. April 1906 als Bücherei des Bergischen Vereins für Gemeinwohl  mit einem Bestand von 178 Bänden eröffnet wurde, war zunächst in einem kleinen Raum des Schulgebäudes in der Minoritenstraße untergebracht. Am 13. April 1991 wurde das neue Gebäude der Bibliothek (Medienzentrum) eröffnet, nachdem sie seit 1972 im Bürgerhaus untergebracht war. 
Im Jahr 2015 waren 129.609 Medien im Bestand, die zusammen 504.579-mal entliehen wurden.